# Ingrid Buck-Setter
Ingrid Buck-Setter (auch Ingrid Bucksetter; * 12. März 1938 in Hamburg; † 11. Mai 2005 ebenda) war eine deutsche Schauspielerin und Moderatorin.

## Leben und Wirken
Die geborene Ingrid Setter absolvierte eine Schauspielausbildung, die sie 1961 abschloss. Danach studierte sie in Paris Kunstgeschichte und Literatur und sammelte dort erste Bühnenerfahrungen. Nach ihrer Rückkehr nach Deutschland spielte sie Theater, arbeitete als Fotomodell und übersetzte Zeitungsartikel. 1964 wurde sie beim NDR unter Vertrag genommen und kurz darauf aus 300 Bewerberinnen als Moderatorin des Unterhaltungsmagazins Die aktuelle Schaubude ausgewählt. Nach 30 Sendungen schied sie bei der Schaubude aus und wirkte fortan als Rundfunk- und Synchronsprecherin sowie Theaterschauspielerin. Von Mitte der 1960er bis Anfang der 1980er Jahre trat sie in deutschen Fernsehproduktionen und Kinofilmen auf.
Ingrid Buck-Setter lebte bis zuletzt in ihrer Geburtsstadt Hamburg. Sie starb im Alter von 67 Jahren und wurde zur See bestattet.

## Filmografie (Auswahl)
- 1964: Das Fernsehgericht tagt (Fernsehserie, 1 Folge)
- 1965: Mach’s Beste draus (Fernsehfilm)
- 1966: Ulrich und Ulrike (Fernsehserie, Folge 1x03 Theater)
- 1966: Cliff Dexter (Fernsehserie, Folge 1x08 Gepäckschein aus erster Hand)
- 1966: Marcel Marceau – Das Erlebnis der Pantomime (Fernseh-Dokumentarfilm)
- 1967: Im Flamingo-Club (Fernsehserie, 3 Folgen)
- 1967: Ein Fall für Titus Bunge (Fernsehserie, Folge 1x08 Die Diamanten-Lok)
- 1967: Zwischenmahlzeit (Fernsehshow, 1 Folge)
- 1968: Wegen Reichtum geschlossen
- 1969: Verratener Widerstand – Das Funkspiel der deutschen Abwehr in Holland (Fernsehfilm)
- 1970: Polizeifunk ruft (Fernsehserie, Folge 4x05 Gefährliche Begegnung)
- 1971: Das Freudenhaus
- 1972: Der Illegale (Fernsehfilm)
- 1972: Rabe, Pilz und dreizehn Stühle (Fernsehserie)
- 1972: Gefährliche Streiche (Fernsehserie)
- 1973: Ehen vor Gericht (Fernsehserie, Folge 1x20 In Sachen Neubert gegen Neubert)
- 1983: Verkehrsgericht (Fernsehserie, Folge 1x03 PKW contra Mofa)